# Särkiluoto (ö i Finland, Norra Savolax, Kuopio, lat 63,15, long 28,22)
Särkiluoto är en ö i Finland. Den ligger i sjön Ylä-Hippa och i kommunen Kuopio i den ekonomiska regionen  Kuopio ekonomiska region  och landskapet Norra Savolax, i den centrala delen av landet, 400 km nordost om huvudstaden Helsingfors. Öns area är 0,2 hektar och dess största längd är 80 meter i nord-sydlig riktning.